# Benzelrath
Benzelrath, früher auch Neu-Benzelrath genannt, ist der kleinste Stadtteil von Frechen im Rhein-Erft-Kreis. Er liegt mittig in Frechen und hat knapp 1200 Einwohner.

## Geschichte

### Ortsgeschichte
Das heutige (Neu-)Benzelrath ist aus der Umsiedlung des abgebaggerten Ortes (Alt-)Benzelrath entstanden, der etwa 1,5 km weiter südwestlich an der alten Dürener Straße im Bereich des Grubenfeldes Sibylla lag. Als die Grube Sibylla Mitte des 20. Jahrhunderts mit anderen Gruben zum Zentraltagebau Frechen zusammengefasst werden sollte, stand der Ort der Erweiterung im Weg. Im Jahre 1954 wurde die Siedlung deshalb an den Ortsrand von Frechen, jenseits des Frechener Sprungs auf das braunkohlefreie Gebiet umgesiedelt und anschließend der alte Ort zusammen mit der Burg Benzelrath abgebaggert. Insgesamt wurden 404 Personen aus 61 Häusern umgesiedelt. In Neu-Benzelrath zogen viele der Bewohner in die Siedlung Am Hang. Im Jahre 2005 hatte der neue Ort bereits 350 Einwohner.

### Burg Benzelrath
Die Burg wird 1406 erstmals erwähnt mit den Junkern Rutger und Johann von Bentzenrode, sie war dann im Besitz des Klosters Bottenbroich und zuletzt im Besitz von Kölner Geschlechtern. Die Familie Franz Hohenschutz hat die Burg um 1920 an die Roddergrube verkauft.  Erhalten war zuletzt der zweistöckige verputzte Backsteinbau des Herrenhauses von 1617 mit zwei geschweiften Treppengiebeln und einem schmalen vierseitigen Turm an der östlichen Ecke. Die Wassergräben waren bereits zugeschüttet.

## Verkehr

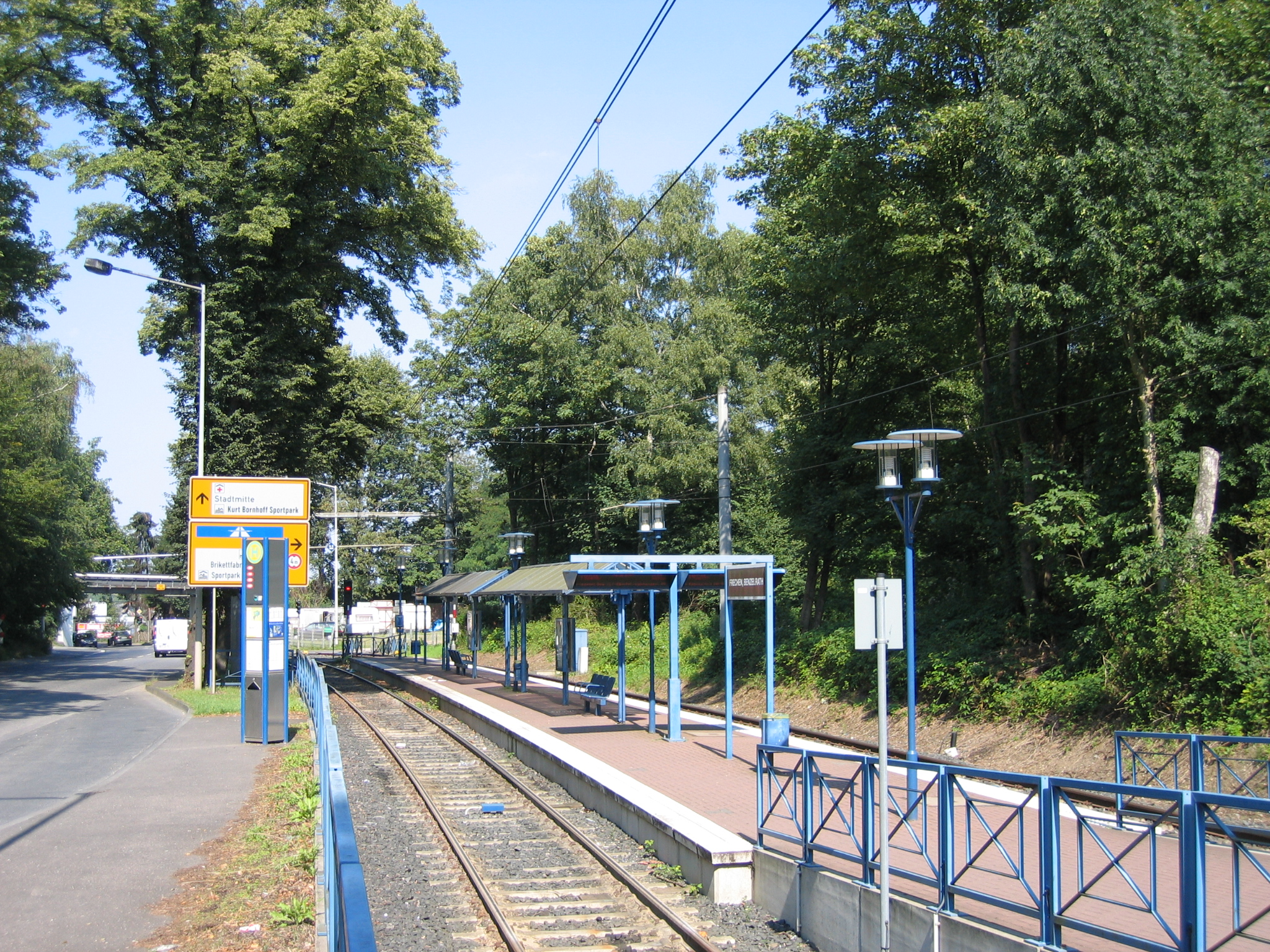
Die Stadtbahn-Haltestelle in Benzelrath

Die nächsten Autobahn-Anschlussstellen sind „Frechen“ und „Hürth“ auf der A1 sowie „Frechen-Nord“ auf der A4.
Mehrere Buslinien bedienen Benzelrath im Durchgangsverkehr und verbinden so Benzelrath mit Kerpen-Horrem, Bergheim und Frechen.
| Linie | Betreiber | Verlauf |
| ----- | --------- | --- |
| 960   | REVG      | Bergheim Kreishaus – Bergheim Bf – Kenten – Quadrath-Ichendorf – Horrem Bf – Habbelrath – Grefrath – Benzelrath – Frechen Rathaus – Bachem – Gleuel – Hürth-Mitte – Hürth-Hermülheim (Stadtbahn)       |
| 964   | REVG      | Kerpen Lörsfelder Busch – Mödrath – Kerpen – Götzenkirchen – Horrem Markt – Horrem Bf – Neu-Bottenbroich – Habbelrath – Grefrath – Benzelrath – Frechen Rathaus                                        |
| 968   | REVG      | Schülerverkehr: Habbelrath – Grefrath – Grube Carl – Benzelrath – (Frechen Burgschule ←) Frechen Rathaus → Frechen Burgschule /← Lindenstraße                                                          |
| 976   | REVG      | Frechen EuroPark – Frechen Rathaus – Benzelrath – Grefrath – Habbelrath – Neu-Bottenbroich – Horrem Bf – (Sindorf Schulzentrum –) Kerpen – Langenich – Manheim-neu – Bergerhausen – Blatzheim – Buir S |

Am östlichen Rand von Benzelrath befindet sich die Endhaltestelle der Linie 7 der Stadtbahn Köln. Mit modernen Niederflur-Wagen ist eine Fahrt in die Kölner Innenstadt in 35 Minuten möglich. Die Linie führt bis nach Zündorf auf der rechten Rheinseite von Köln. 
| Linie | Verlauf / Anmerkungen | Takt (Mo–Fr) |
| ----- | --- | ------------ |
| 7     | Frechen-Benzelrath – Frechen – Marsdorf – Lindenthal – Aachener Str./Gürtel – Moltkestraße – Rudolfplatz – Neumarkt – Heumarkt – Poll – Westhoven – Ensen – Porz Markt – Zündorf | 10/20 min    |

Benzelrath ist unter Eisenbahnfreunden durch die Bahnstrecke Köln–Frechen, der Vorgängerin der Linie 7, bekannt.
Von 1896 bis 1978 bestand die anfangs meterspurige Bahnstrecke Benzelrath–Nörvenich der Bergheimer Kreisbahn, die dann 1913 von den Preußischen Staatsbahnen übernommen wurde. Die Verlängerung Oberbolheim bis Nörvenich wurde 1924 von der Dürener Kreisbahn gebaut.